# Kedaung (Sragi)
Kedaung is een bestuurslaag in het regentschap Lampung Selatan van de provincie Lampung, Indonesië. Kedaung telt 3489 inwoners (volkstelling 2010).